# Castell de Highclere

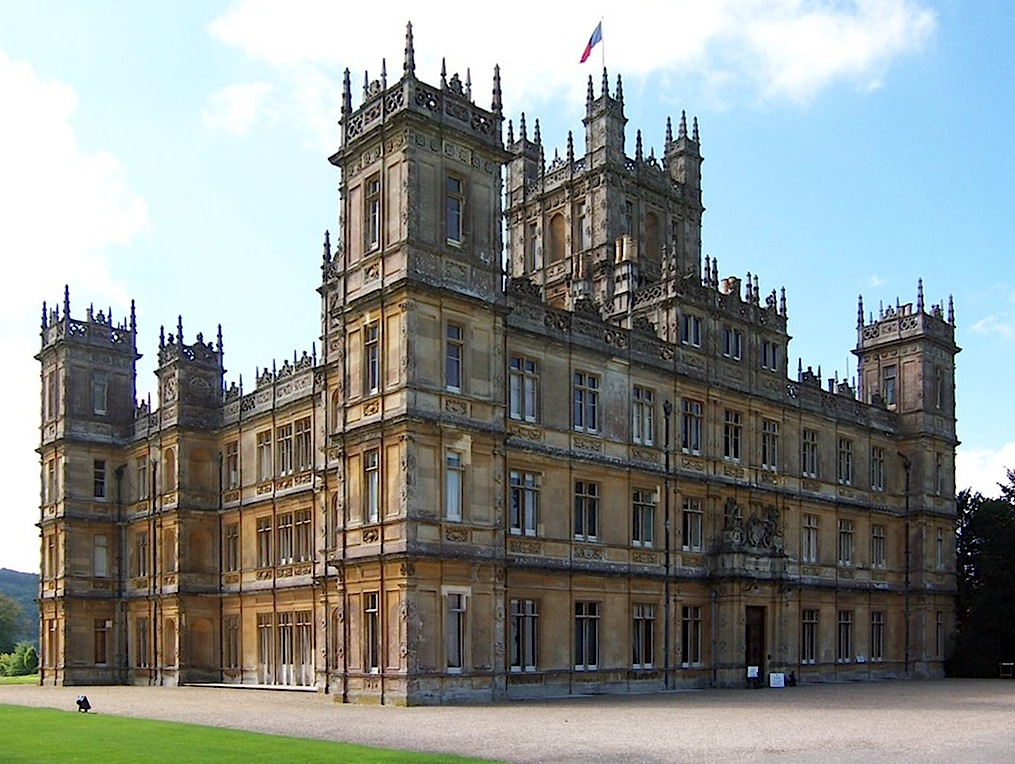
Castell de Highclere.

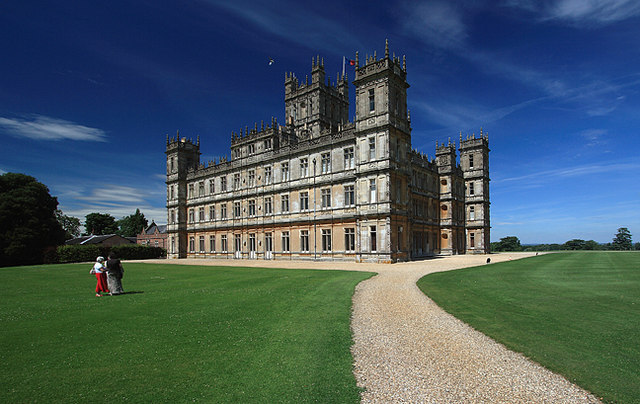
Vista des del camí.

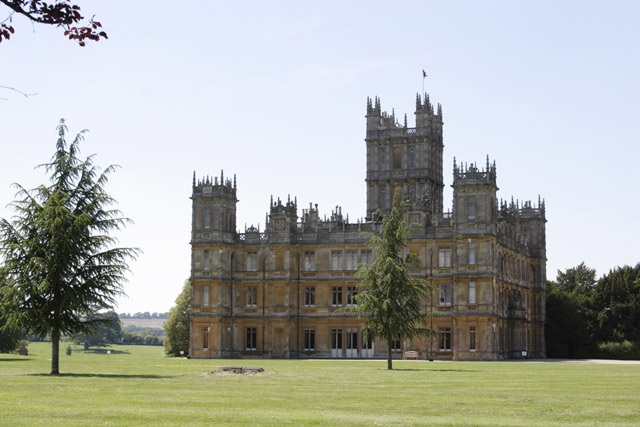
Vista des dels jardins.

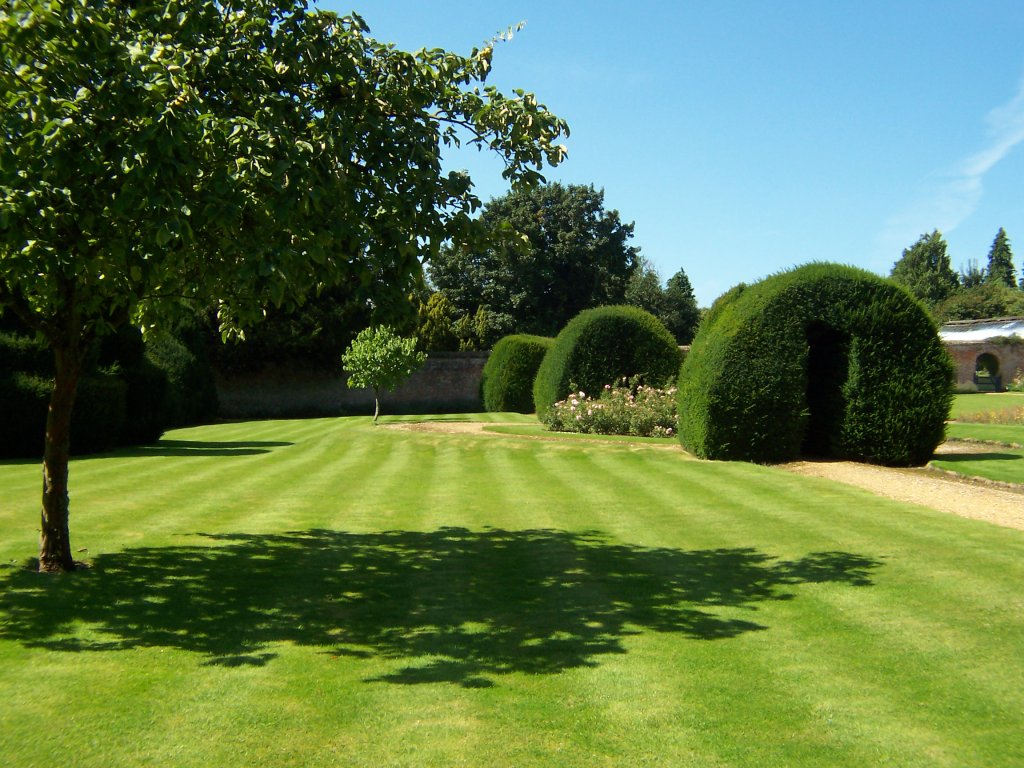
Des de la gespa.

El castell de Highclere és una casa de camp victoriana d'estil isabelí amb un parc al voltant dissenyat per Capability Brown. Es troba a Hampshire, al sud de Newbury, al comtat de Berkshire, Anglaterra. És la casa de camp de la família Herbert, comtes de Carnarvon.

## Història
L'actual castell es troba al lloc on abans va haver-hi una altra casa, la qual va edificar-se sobre els fonaments del palau medieval dels bisbes de Winchester, que foren propietaris d'aquestes terres des del segle viii. El 1692 Robert Sawyer, un advocat i amic de Samuel Pepys, va llegar una mansió a Highclere a la seva única filla, Margaret. El seu segon fill, Robert Herbert, que heretà Highclere, començà a formar-hi la seva col·lecció de quadres, i creà els templets del jardí. El seu nebot, Henry Herbert, fou nomenat baró de Porchester i primer comte de Carnarvon pel rei Jordi III.
Aleshores la casa era una mansió quadrada clàssica, però fou remodelada i reconstruïda per al tercer comte per Charles Barry entre 1839 i 1842, després que acabés de construir les cases del Parlament. Fou construïda en estil alt isabelí i es va fer servir pedra de Bath per a la façana.
El terme 'alt isabelí' amb què es defineix l'estil de la mansió es refereix a l'arquitectura anglesa de finals del segle xvi i començaments de xvii, quan l'estil tudor tradicional estava sent desafiat per les noves tendències del Renaixement italià.
La tanca exterior està decorada amb cornisses, un tret típic de l'arquitectura renaixentista. El tema renaixentista també és evident en tot el castell. Curiosament, al gran saló, que com passa a Mentmore, està sobre un pati central, encerclat amb arcades i llotges. Tanmateix, en un intent de fer-lo semblant a un gran saló anglès medieval, Barry mesclà estils introduint-hi influència gòtica. Aquesta barreja d'estils era comuna en aquell període.
Tot i que les ales nord, est i sud estaven acabadees quan morí tant el comte el 1849 com Charles Barry el 1852, l'interior de l'ala oest encara estava sense acabar. El 4t baró trià l'arquitecte Thomas Allen, que havia treballat amb Barry, per supervisar les obres de l'interior del castell, que fou acabat definitivament el 1878.
Aquest castell és l'escenari on transcorre la sèrie televisiva d'ITV Downton Abbey.